# Pungo-Andongo
Pungo-Andongo é uma cidade e município angolano que se localiza na província do Malanje.
Anteriormente uma vila-comuna do município de Cacuso, em 5 de setembro de 2024 foi elevada a condição de cidade e município da província do Malanje.
O município é constituído apenas pela comuna-sede..

## História
O marco da colonização da vila se deu quando ergueu-se, em 1671, a Fortaleza de Pungo-Andongo, que tinha como função a defesa do presídio (estabelecimento de colonização militar) que assegurava a presença militar portuguesa e seu comércio na região.

## Geografia

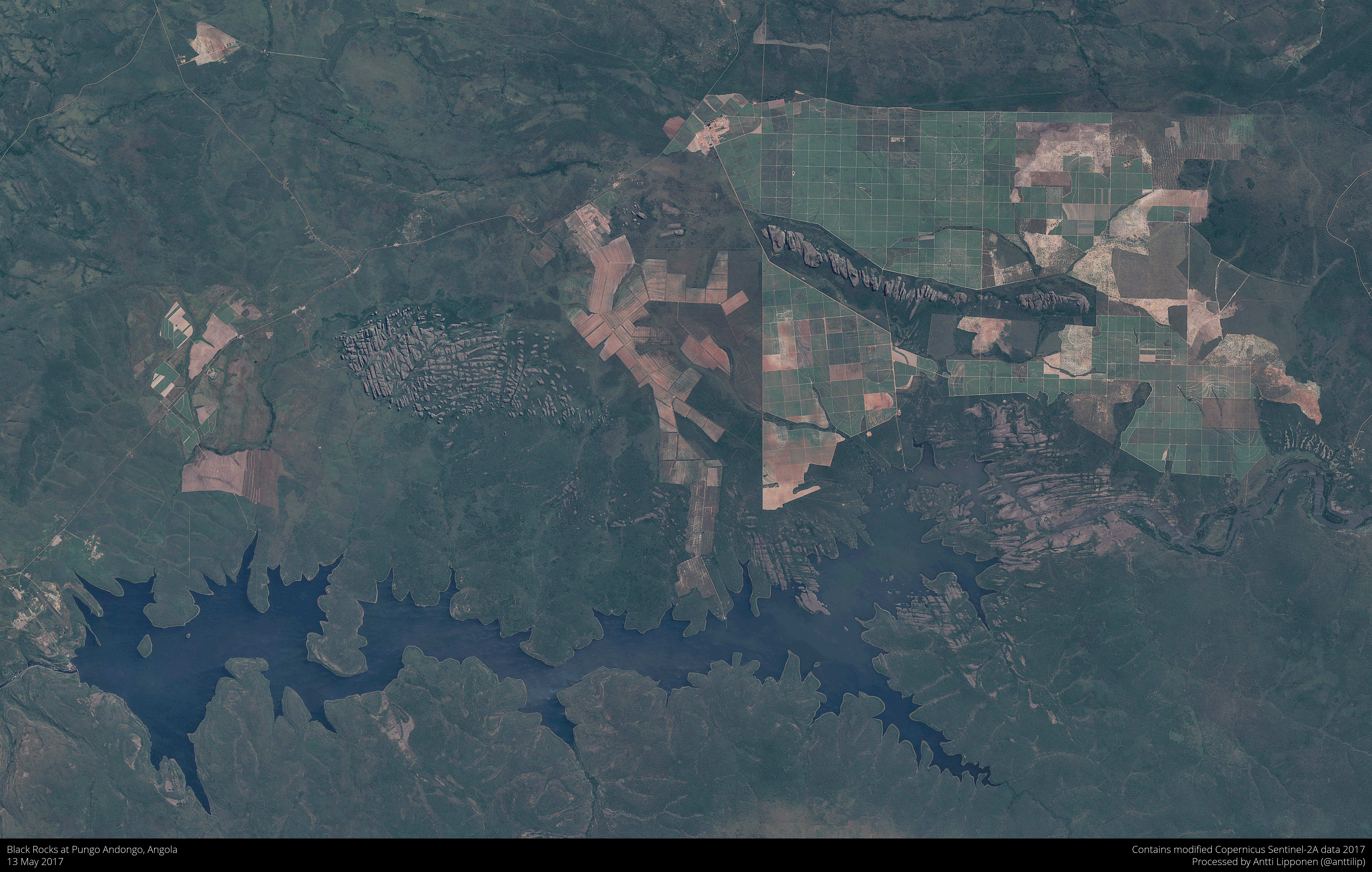
Imagem de satélite do território municipal: ao centro e à esquerda as formações das Pedras Negras de Pungo Andongo; circundando a formação rochosa, o Pólo Agroindustrial de Capanda, e; abaixo o lago artificial da Central Hidroelétrica de Capanda

A cidade de fica localizada às margens da extensa e imponente formação rochosa denominada de Pedras Negras de Pungo Andongo.
O grande referencial territorial do município são as extensas e imponentes formações rochosas denominadas de Pedras Negras de Pungo Andongo, uma extensão do Planalto do Cacuso, que moldam a paisagem do curso médio da bacia do Cuanza, sendo também as responsáveis pela criação das condições geográficas e geológicas favoráveis às centrais hidroelétricas Capanda e Laúca. A existência da formação rochosa das Pedras Negras foi fator crucial para a construção da Fortaleza de Pungo-Andongo, marco da colonização das terras pungandonguenses.

## Infraestrutura
No município está instalada tanto a Central Hidroelétrica de Capanda, nas proximidades da Vila Permanente de Capanda, quanto a Central Hidroelétrica de Laúca, nas proximidades da Vila Permanente de Laúca. As infraestruturas são algumas das principais plantas energéticas do país.